# مارسيل ماثيوز
مارسيل ماثيوز (بالإنجليزية: Marcelle Matthews)‏ هي متزلجة فنية جنوب أفريقية، ولدت في 19 أبريل 1948.

## وصلات خارجية
- مارسيل ماثيوز على موقع أوليمبيديا (الإنجليزية)